# Macodes angustilabris
Macodes angustilabris är en orkidéart som beskrevs av Johannes Jacobus Smith. Macodes angustilabris ingår i släktet Macodes och familjen orkidéer. Inga underarter finns listade i Catalogue of Life.